# Les quatre évangiles de Targovichté
Les quatre évangiles de Targovichté sont le premier évangile cyrillique imprimé. Il tire son titre de la capitale de la Valachie. Il a été imprimé en 1512 en slavon de l'Église par une édition en moyen bulgare par le hiéromoine Macaire.
L'édition imprimée contient également les quatre évangiles canoniques avec une préface et une table des matières. Le texte est pourvu de désignations liturgiques — signes et instructions nécessaires à la liturgie. À la fin, il y a des matériaux de référence et une postface — la colophane. Le paléotype se caractérise par une impression de haute qualité avec des encres noires et rouges. Bien qu'il n'y ait pas d'illustrations dans le livre, il est richement décoré de bannières et de lettrines.
L'Évangile de Targovichté est une rareté bibliographique et pas plus de 30 exemplaires et fragments sont conservés dans divers musées et bibliothèques.